# Juan Gaspar Stork
Juan Gaspar Stork CM (ur. 7 czerwca 1856 w Kolonii, zm. 12 grudnia 1920) – niemiecki duchowny katolicki posługujący w Kostaryce, biskup diecezjalny San José de Costa Rica 1904-1920.

## Życiorys
1 czerwca 1904 papież Pius X mianował go biskupem diecezjalnym San José de Costa Rica. 28 sierpnia 1904 z rąk biskupa Francisca Javiera Junguito przyjął sakrę biskupią. Funkcję sprawował aż do swojej śmierci.